# Boudou (Soudougui)
Pour les articles homonymes, voir Boudou.
Boudou est un village du département et la commune rurale de Soudougui situé dans la province du Koulpélogo et la région du Centre-Est au Burkina Faso.